# Вітув (Пйотрковський повіт)
Вітув (пол. Witów) — село в Польщі, у гміні Сулеюв Пйотрковського повіту Лодзинського воєводства.
Населення — 266 осіб (2011).
У 1975-1998 роках село належало до Пйотрковського воєводства.

## Демографія
Демографічна структура станом на 31 березня 2011 року:
|          | Загалом | Допрацездатний вік | Працездатний вік | Постпрацездатний вік |
| -------- | ------- | ------------------ | ---------------- | -------------------- |
| Чоловіки | 136     | 28                 | 97               | 11                   |
| Жінки    | 130     | 23                 | 83               | 24                   |
| Разом    | 266     | 51                 | 180              | 35                   |